# Атмосфера Марса

Анімація руху хмар на Марсі, космічний апарат Phoenix.

| Світлина «Вікінга», 1976 |             |
| Вуглекислий газ          | 95,32 %     |
| Азот                     | 2,7 %       |
| Аргон                    | 1,6 %       |
| Кисень                   | 0,13 %      |
| Чадний газ               | 0,07 %      |
| Водяна пара              | 0,03 %      |
| Оксид азоту(II)          | 0,013 %     |
| Неон                     | 0,00025 %   |
| Криптон                  | 0,00003 %   |
| Формальдегід             | 0,0000013 % |
| Ксенон                   | 0,000008 %  |
| Озон                     | 0,000003 %  |

Атмосфера Марса — газова оболонка, що оточує планету Марс. Істотно відрізняється від земної атмосфери як за хімічним складом, так і за фізичними параметрами. Тиск біля поверхні становить 0,7—1,155 кПа (1/110 від тиску в атмосфері Землі на рівні моря, що дорівнює тиску в земній атмосфері на висоті понад 30 км). Орієнтовна товщина атмосфери — 110 км. Приблизна маса атмосфери — 2,5 × 1016 кг. Марс має дуже слабке магнітне поле (порівняно із земним), і в результаті сонячний вітер поступово «здуває» атмосферу в космос зі швидкістю 300 ± 200 тонн на день (залежно від поточних сонячної активності та відстані від Сонця).

## Хімічний склад
Атмосфера складається переважно з вуглекислого газу (95 %) з домішками азоту, аргону, кисню та інших газів. Є, зокрема, і домішка водяної пари. Варто відзначити, що, попри розрідженість марсіанської атмосфери, концентрація вуглекислого газу в ній приблизно у 23 рази більша, ніж у Земній. Її склад і тиск унеможливлюють дихання земних організмів.
Дослідження, зроблені у 2013 році за допомогою інструменту Mars Climate Sounder, встановленого на апараті MRO, показали, що в марсіанській атмосфері більше водяної пари, ніж вважалося раніше, і більше, ніж у верхніх шарах атмосфери Землі. Вона перебуває у водно-крижаних хмарах, розташованих на висоті від 10 до 30 кілометрів, зосереджених в основному на екваторі, які можна спостерігати практично протягом усього року. Вони складаються з часточок льоду й водяної пари.
4 млрд років тому атмосфера Марса містила кількість кисню, порівняну з його часткою на молодій Землі[неавторитетне джерело].
Марсіанський ровер НАСА «К'юріосіті» виявив свідоцтва того, що процеси, які відбуваються в матеріалі поверхні Марса, призводять до виділення в атмосферу планети важких ізотопів благородних газів. Ці знахідки були зроблені за допомогою набору інструментів Sample Analysis at Mars (SAM), при вивченні газів ксенону і криптону, що перебувають в атмосфері Марса. Ізотопи благородних газів могли потрапити з кори планети в її атмосферу в результаті космічних зіткнень або виділення газу з реголіту, тобто суміші з ґрунту і уламків гірських порід, що покриває поверхню планети.

## Температурні коливання
Оскільки атмосфера Марса дуже розріджена, вона погано згладжує добові коливання температури поверхні. Температура на екваторі коливається від +30 °C вдень до −80 °C вночі. На полюсах температура може падати до −143 °C.
Перші виміри температури Марса за допомогою термометра, вміщеного у фокусі телескопа рефлектора, проводилися ще на початку 1920-х років. Вимірювання В. Лампланда в 1922 році дали середню температуру поверхні Марса 245 K (−28 °C), Е. Петтіт і С. Нікольсон в 1924 році отримали 260 К (−13 °C). Нижче значення отримали 1960 року У. Сінтон і Дж. Стронг: 230 К (−43 °C).

## Річний цикл
Маса атмосфери протягом року значно змінюється через конденсацію великих обсягів вуглекислого газу в полярних шапках у зимовий час і його випаровування — в літній.

## Розширення атмосфери
У 2023 році НАСА повідомило, що космічний зонд MAVEN, вперше, зареєстрував зникнення на Марсі потоків частинок з Сонця, тобто сонячного вітру. Завдяки цьому марсіанські атмосфера й магнітосфера розширилися на тисячі кілометрів. З'ясувалося, що під впливом сонячного вітру магнітосфера та іоносфера Червоної планети збільшилися на тисячі кілометрів, тобто їхній розмір став більшим приблизно втричі.